# Eparchia olsztyńsko-gdańska

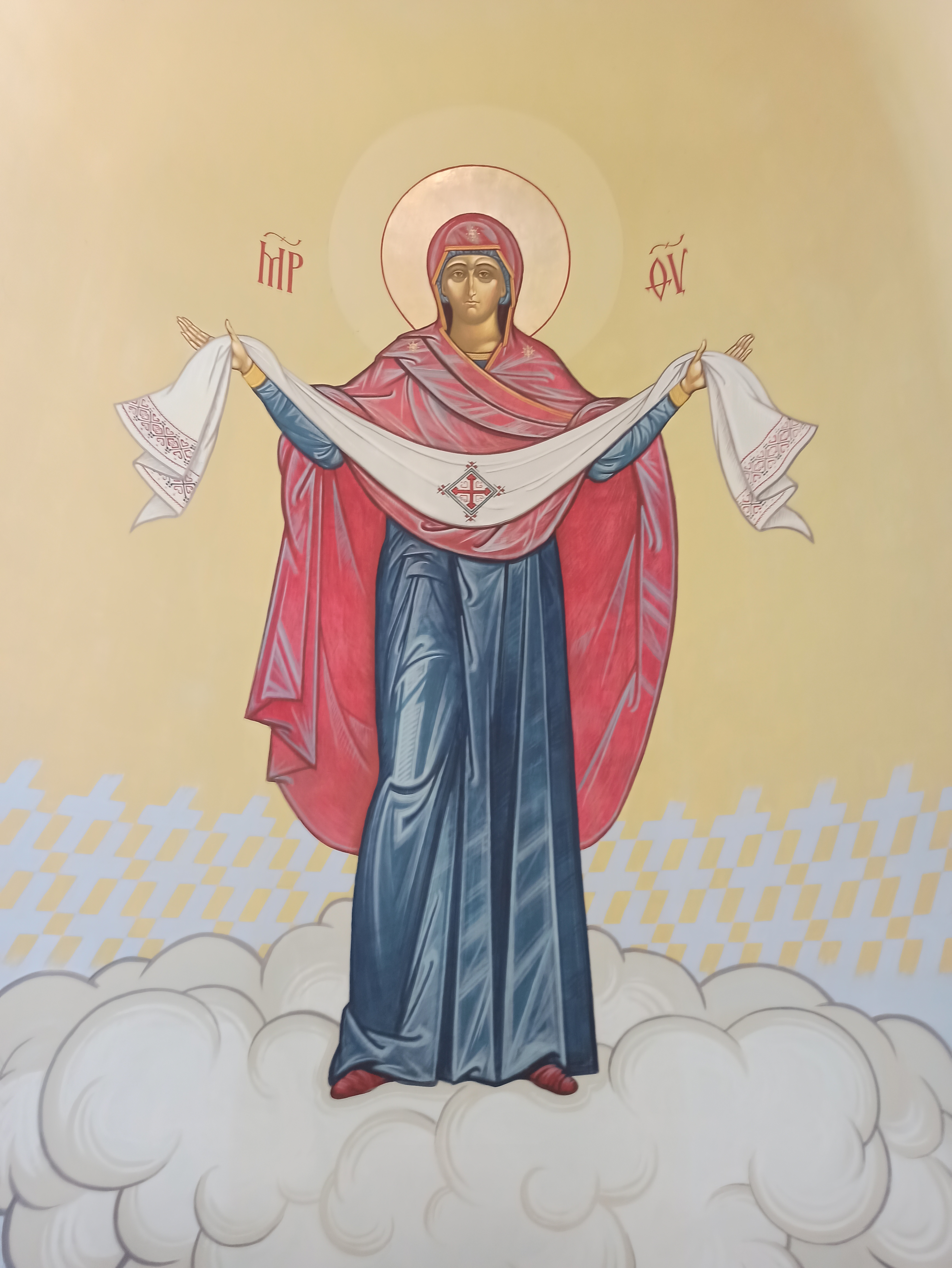
Ikona Pokrowa (Opieki) Najświętszej Maryi Panny w olsztyńskim soborze

Eparchia olsztyńsko-gdańska (łac. Dioecesis Allensteniensis-Gedanensis ritus bysantini ucraini; ukr. Ольштинсько-Ґданська єпархія УГКЦ) – jedna z trzech eparchii obrządku bizantyjsko-ukraińskiego Kościoła greckokatolickiego w Polsce ze stolicą w Olsztynie oraz konkatedrą w Gdańsku. Ustanowiona eparchią 25 listopada 2020 przez papieża Franciszka. Biskupstwo jest sufraganią archieparchii przemysko-warszawskiej.
6 lutego 2023 Eparchia olsztyńsko-gdańska, a także cała Metropolia przemysko-warszawska, uwzględniając wcześniejszą decyzję UCGK na Ukrainie oraz opinię Delegatów Wspólnej Rady Diecezjalnej w Porszewicy z czerwca 2022, podjął decyzję o przejściu na kalendarz nowojuliański od 1 września 2023.

## Biskupi
- 2020–2021: abp Eugeniusz Popowicz
  - administrator apostolski
- od 2021: bp Arkadiusz Trochanowski[9]

Herb pierwszego władyki (ordynariusza) – Arkadiusza Trochanowskiego

## Główne świątynie
- Katedra Pokrowa (Opieki) Matki Bożej w Olsztynie (odpust: 14 października)
- Konkatedra św. Bartłomieja i Opieki Najświętszej Bogurodzicy w Gdańsku[2] (Sanktuarium św. Włodzimierza Wielkiego)

## Dekanaty

### Rozwój sieci dekanalnej
W 2020 w chwili erygowania eparchii były tylko trzy dekanaty (protoprezbiteraty):
- Dekanat Elbląski
- Dekanat Olsztyński
- Dekanat Węgorzewski

13 marca 2021 bp Arkadiusz Trochanowski dokonał nowego podziału eparchii na 4 dekanaty (protoprezbiteraty):
- Protoprezbiterat Gdański (z parafiami i duszpasterstwami: Gdańsk, Gdynia, Lębork, Kartuzy, Bytów, Dębnica Kaszubska, Smołdzino, Człuchów, Barkowo, Słupia oraz Żelichowo-Cyganek), którego protoprezbiterem (dziekanem) został ks. Stefan Prychożdenko
- Protoprezbiterat Elbląski (z parafiami i duszpasterstwami: Iława, Ostróda, Toruń, Braniewo, Pęciszewo, Dzierzgoń, Susz, Elbląg, Godkowo, Pasłęk, Morąg oraz Orneta), którego protoprezbiterem został ks. protojerej Jarosław Gościński
- Protoprezbiterat Olsztyński (z parafiami i duszpasterstwami: Górowo Iławeckie, Lelkowo, Olsztyn, Bartoszyce, Ostre Bardo, Pieniężno, Lidzbark Warmiński oraz Dobre Miasto), którego protoprezbiterem został ks. Bogdan Sytczyk
- Protoprezbiterat Węgorzewski (z parafiami i duszpasterstwami: Białystok, Chrzanowo, Wydminy, Węgorzewo, Kętrzyn, Asuny, Giżycko, Miłki, Banie Mazurskie, Kruklanki, Reszel oraz Bajory Małe), którego protoprezbiterem został o. Dymitr Harasim OSBM[13].

## Galeria

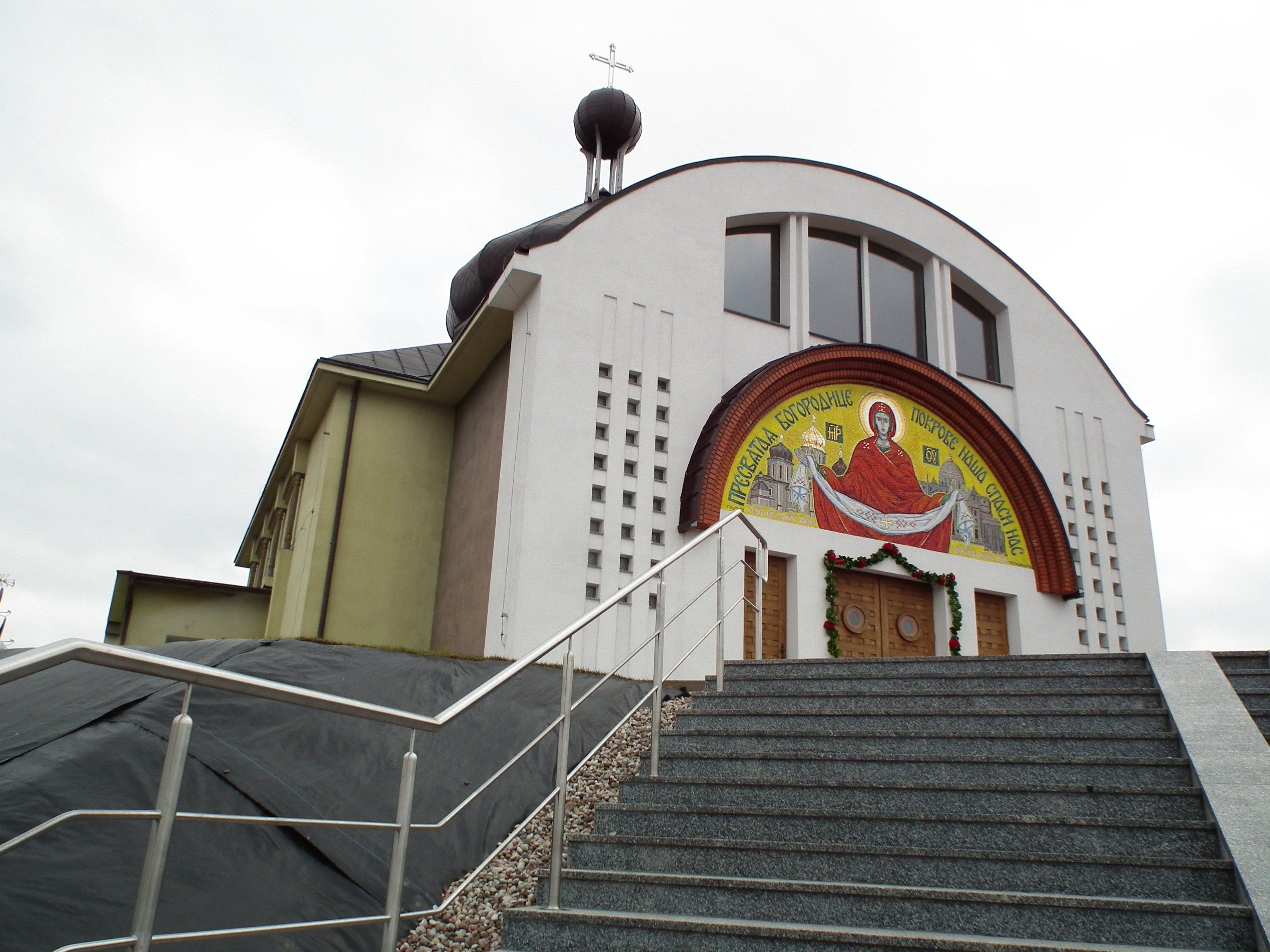
Katedra Pokrowa (Opieki) Najświętszej Maryi Panny w Olsztynie
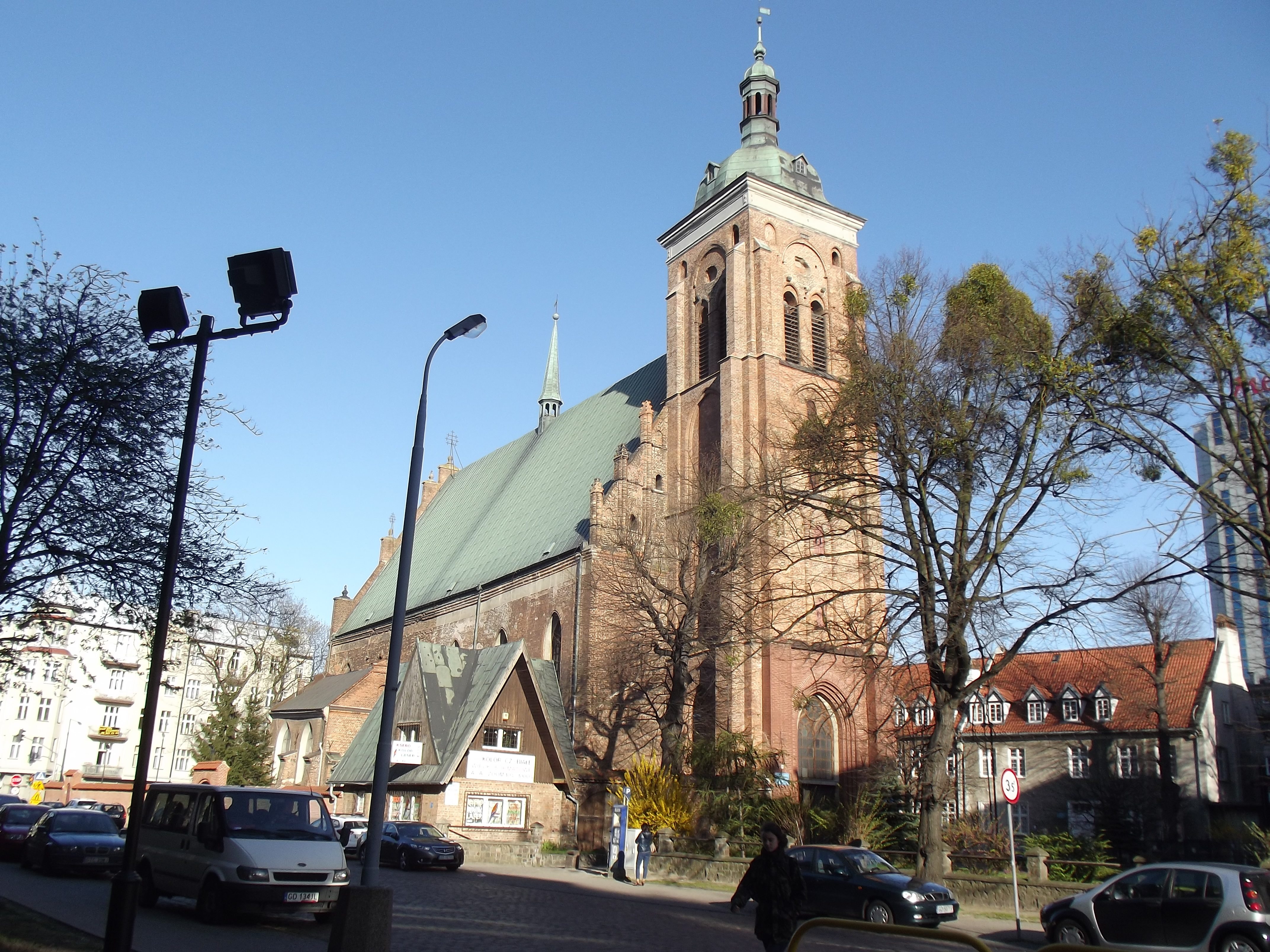
Konkatedra św. Bartłomieja i Opieki Najświętszej Bogurodzicy w Gdańsku